# Briana Venskus
Briana Laurel Venskus (Wilmington (North Carolina), 19 augustus 1987) is een Amerikaanse actrice en scenarioschrijfster. 

## Biografie
Venskus werd geboren in Wilmington (North Carolina), en is van Puerto Ricaanse, Litouwse en Italiaanse afkomst. Zij studeerde met een bachelor of fine arts af in drama aan de California Institute of the Arts in Santa Clarita. 
Venskus begon in 2007 met acteren in de film Walk Hard: The Dewey Cox Story, waarna zij nog meerdere rollen speelde in films en televisieseries. Zij speelde terugkerende rollen in onder andere Nashville (2014-2015), Supergirl (2015-2017), The Walking Dead (2016-2020) en Agents of S.H.I.E.L.D. (2016-2020). 

## Filmografie

### Films
Uitgezonderd korte films.
- 2018 Then Came You - als agente Mya
- 2016 It's Us - als barkeepster
- 2014 Let's Be Cops - als Precious
- 2013 Reckless - als Ann Marie Vance
- 2011 Wonder Woman - als verslaggeefster
- 2008 Bad Mother's Handbook - als tienermeisje dat relatie uitmaakt
- 2007 Walk Hard: The Dewey Cox Story - als marserende Mullato

### Televisieseries
Uitgezonderd eenmalige gastrollen.
- 2022 Naomi - als Mac - 2 afl.
- 2021 This Is Us - als Vanessa - 2 afl.
- 2016-2020 The Walking Dead - als Beatrice - 10 afl.
- 2016-2020 Agents of S.H.I.E.L.D. - als agente Piper - 20 afl.
- 2019-2020 Good Trouble - als Meera Mattei - 7 afl.
- 2019 Sorry for Your Loss - als Tommy - 4 afl.
- 2015-2017 Supergirl - als agente Vasquez - 14 afl.
- 2017 Outcast - als agente Nunez - 4 afl.
- 2016 Grace and Frankie - als Billie - 2 afl.
- 2015 Hindsight - als Victoria - 4 afl.
- 2014-2015 Nashville - als Gina Romano - 6 afl.

### Scenarioschrijfster
- 2017 Breaking Boundaries with Eliza Coupe - miniserie
- 2012 Why Won't You Talk to Me? - miniserie